# ريتشارد وليامز
ريتشارد وليامز (بالإنجليزية: Richard Williams)‏ (3 أغسطس 1890 جنوب أستراليا أستراليا - 7 فبراير 1980 ملبورن أستراليا) هو عسكري أسترالي شارك في الحرب العالمية الثانية.